# Peplonia hatschbachii
Peplonia hatschbachii är en oleanderväxtart som först beskrevs av Fontella och de Lamare, och fick sitt nu gällande namn av Fontella och Rapini. Peplonia hatschbachii ingår i släktet Peplonia och familjen oleanderväxter. Inga underarter finns listade i Catalogue of Life.